# San nen B-gumi Kinpachi-sensei
San nen B-gumi Kinpachi-sensei (3年B組金八先生?, San nen B-gumi Kinpachi-sensei, trad. 3º anno classe B - Professor Kinpachi), meglio conosciuto come Kinpachi-sensei (金八先生?, Kinpachi-sensei, trad. Professor Kinpachi), è un dorama, ovvero un drama giapponese.
Il dorama è molto popolare in Giappone, ma non è stato pubblicato al di fuori del territorio nipponico.

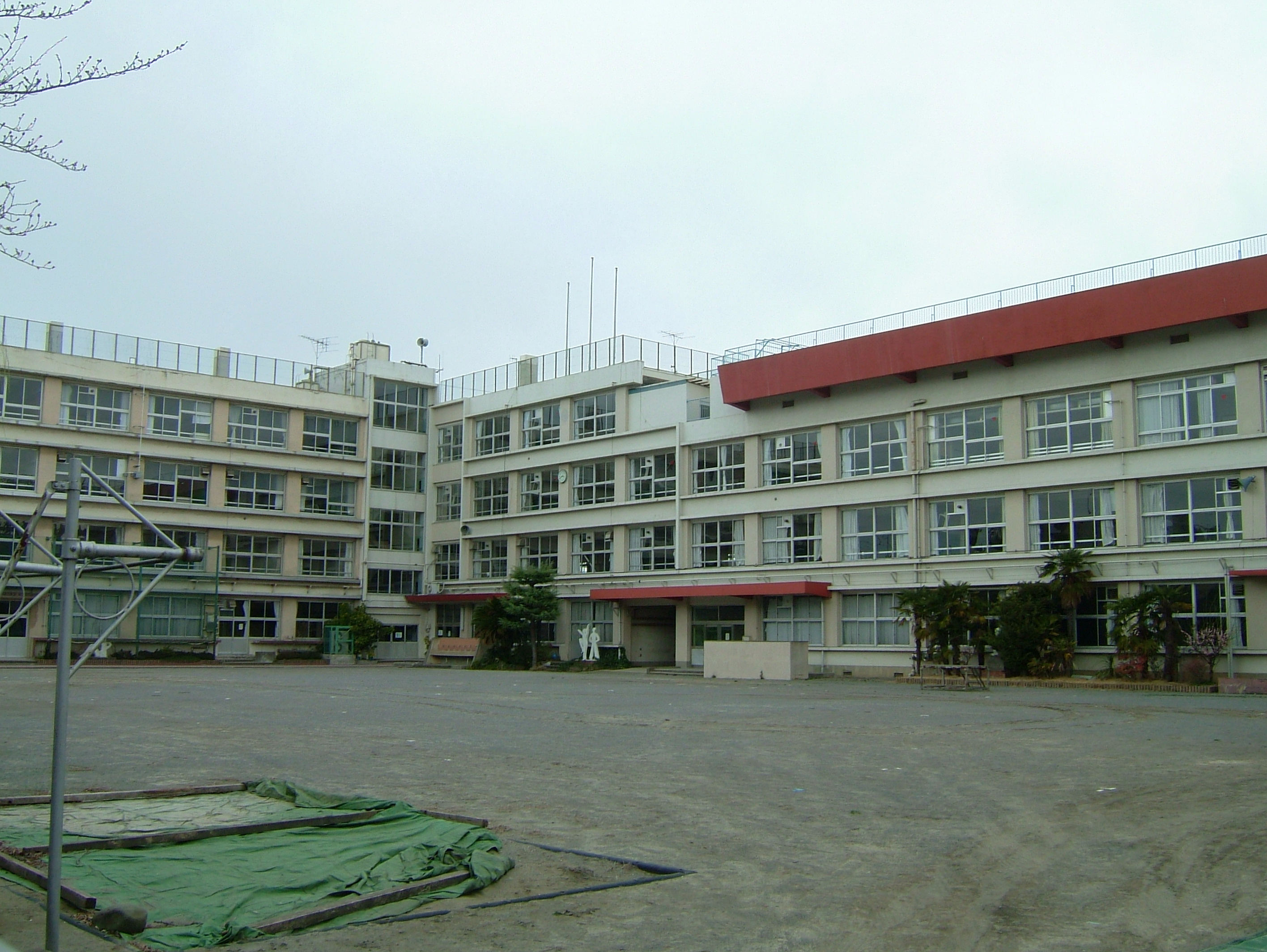
Daijū Junior High School

## Trama
Kinpachi-sensei è la storia di una classe del terzo anno di una scuola media in Giappone, la Daijū Junior High School (realmente esistente).
L'insegnante della classe è Kinpachi Sakamoto (坂本金八?, Sakamoto Kinpachi), interpretato da Tetsuya Takeda.
Kinpachi-sensei tratta di problemi comuni agli adolescenti, come omosessualità, disturbo dell'identità di genere, bullismo, gravidanza giovanile, suicidio, fumo tra i giovani, hikikomori e voti scolastici.

## Episodi
La serie è stata prodotta dal 1979 al 2008, per un totale di otto stagioni.
| Stagione         | Episodi | Prima TV Giappone | Prima TV Italia |
| ---------------- | ------- | ----------------- | --------------- |
| Prima stagione   | 22      | 1979-1980         | inedita         |
| Seconda stagione | 25      | 1980-1981         | inedita         |
| Terza stagione   | 12      | 1988              | inedita         |
| Quarta stagione  | 23      | 1995-1996         | inedita         |
| Quinta stagione  | 23      | 1999-2000         | inedita         |
| Sesta stagione   | 23      | 2001-2002         | inedita         |
| Settima stagione | 22      | 2004-2005         | inedita         |
| Ottava stagione  | 22      | 2007-2008         | inedita         |

## Il videogioco
È stato creato, sulla base del successo della serie, un videogioco di ruolo per PlayStation 2, mai commercializzato fuori dal Giappone, dal titolo San nen B-gumi Kinpachi-sensei - Densetsu no kyōdan ni tate! (3年B組金八先生 伝説の教壇に立て!?, San nen B-gumi Kinpachi-sensei - Densetsu no kyōdan ni tate!).

## Riferimenti nella cultura di massa
- Nella serie anime Gintama sono ricorrenti dei segmenti chiamati "Spiegaci, professor Ginpachi", presenti dopo la sigla finale, dove Gintoki Sakata, il protagonista, fa l'insegnante e viene chiamato "Ginpachi-sensei" (professor Ginpachi), facendo il verso a questa serie.[3]
- Nel romanzo Battle Royale c'è un personaggio chiamato Kinpatsu Sakamochi, in riferimento a Kinpachi.[1]
- Nella serie live action Great Teacher Onizuka, adattamento dell'omonimo manga, il protagonista, Eikichi Onizuka, compra l'intera serie di Kinpachi-sensei[4] e discute della stessa con il professor Hakamata (nel manga e nell'anime conosciuto come Hajime Fukuroda).[5]
- Nell'anime Lucky Star ogni puntata è introdotta dalle protagoniste, delle liceali, che avvisano che si inizia con l'episodio. Verso metà serie le protagoniste vengono promosse al terzo anno delle superiori e l'introduzione viene cambiata con un riferimento sia a questo fatto della trama che al drama: una delle protagoniste esclama "Oh, San nen B-gumi?" (classe terza B, l'esclamazione di sorpresa è dovuta al fatto che in Giappone ogni anno gli studenti vengono riarrangiati dal corpo docenti in nuove classi e la gag verte sul fatto che le protagoniste sono inserite in classi differenti) dopodiché il gruppo in coro urla "Kuroi sensei!" (il nome della loro professoressa di riferimento).